# Indestructible (Rancid)
Indestructible è il sesto album dei Rancid, pubblicato il 19 agosto 2003.

## Il disco
Il disco segna un ritorno del gruppo, ripercorrendo tutte le sonorità già sperimentate nei precedenti lavori: dallo ska di Red Hot Moon all'hardcore di "Out of control". Come è loro abitudine, anche in Indestructible, le canzoni sono ispirate da avventure ed esperienze personali (basti pensare alla tragica "Otherside", dedicata al fratello scomparso di Lars, o a "Tropical London", che parla della separazione di Tim Armstrong dalla moglie Brody Dalle) o, come sempre scritte in viaggio lungo l'America ("Memphis")

## Tracce
1. Indestructible – 1:36
2. Fall Back Down – 3:43
3. Red Hot Moon – 3:36
4. David Courtney – 2:44
5. Start Now – 3:05
6. Out of Control – 1:41
7. Django – 2:25
8. Arrested in Shangai – 4:11
9. Travis Bickle – 2:16
10. Memphis – 3:25
11. Spirit of '87 – 3:22
12. Ghost Band – 1:37
13. Tropical London – 3:01
14. Roadblock – 1:58
15. Born Frustrated – 2:56
16. Back Up Against the Wall – 3:20
17. Ivory coast – 2:19
18. Stand Your Ground – 3:24
19. Otherside – 1:52

## Formazione
- Tim Armstrong - chitarra e voce
- Lars Frederiksen - chitarra e voce
- Matt Freeman - basso e voce
- Brett Reed - batteria